# Mozi (libro)
El Mozi (chino: 墨子) es un antiguo texto chino del período de los Reinos combatientes (476-221 a. C.) que expone la filosofía del moísmo. Propuso ideas moístas como la imparcialidad, el gobierno meritocrático, el crecimiento económico y la aversión a la ostentación, y es conocido por su lenguaje simple y sencillo.
Los capítulos del Mozi se pueden dividir en varias categorías: un grupo central de 31 capítulos, que contienen las ideas filosóficas básicas de la escuela moísta; varios capítulos sobre lógica, que están entre los textos chinos más importantes de lógica y que tradicionalmente se conocen como los "Capítulos Dialécticos"; cinco secciones que contienen historias e información sobre Mozi y sus seguidores; y once capítulos sobre tecnología y guerra defensiva, sobre los cuales los moístas eran expertos y que son valiosas fuentes de información sobre la antigua tecnología militar china. También hay otras dos secciones menores: un primer grupo de siete capítulos que son claramente de una fecha mucho posterior, y dos capítulos anti-confucianos, de los cuales sólo uno ha sobrevivido.
La escuela filosófica moísta se extinguió en el siglo III a. C., y las copias de los Mozi no estaban bien conservadas. El texto moderno ha sido descrito como "notoriamente corrupto": de sus 71 capítulos originales, 18 se han perdido y varios otros están mal fragmentados.

## Autoría
El Mozi, así como toda la escuela filosófica del moísmo, se nombra para y tradicionalmente se atribuye a Mozi, o "Maestro Mo" (chino: Mòzǐ 墨子), una figura del siglo V a. C. sobre la que nada se conoce con fiabilidad. La mayoría de las fuentes lo describen como perteneciente al estado de Lu, aunque se dice que era del estado de Song, y dicen que viajó alrededor de los diversos Reinos combatientes tratando de persuadir a sus gobernantes de que dejasen de atacarse unos a otros. Mozi parece haber venido de una familia humilde, y algunos elementos del libro sugieren que pudo haber sido algún tipo de artesano o trabajador, como un carpintero. Algunos eruditos han teorizado que el nombre Mo (墨), que significa "tinta", puede no ser realmente un apellido, pero podría ser indicativo de haber sufrido la marca o el tatuaje que se usó en la antigua China como una forma de castigo corporal a criminales.

## Contenido
El Mozi originalmente comprendía 71 capítulos, pero 18 de ellos se han perdido y un número de otros están dañados y fragmentados. El texto puede dividirse en un total de seis secciones:
- Capítulos 1-7: un grupo de diversos ensayos y diálogos que se añadieron claramente en una fecha posterior y que son algo incongruentes con el resto del libro.
- Capítulos 8-37: un gran grupo de capítulos, de los cuales siete están ausentes y tres son fragmentarios, que forman los principales capítulos del Mozi, y elucidar las diez principales doctrinas filosóficas de la escuela del pensamiento moísta. Mozi es frecuentemente referenciado y citado en estos capítulos.
- Capítulos 38-39: dos capítulos, de los cuales sólo sobrevive el capítulo 39, titulado "Contra el Confucianismo" (Fēi Rú 非 儒), conteniendo argumentos polémicos contra los ideales del confucianismo. Estos capítulos se agrupan a veces con los capítulos 8-37.
- Capítulos 40-45: un grupo de cinco capítulos, a menudo llamados los "Capítulos Dialécticos", que son algunos de los escritos más singulares de la antigua China, tratando temas de lógica, epistemología, ética, geometría, óptica y mecánica. Estos capítulos son densos y difíciles, en gran parte porque el texto está mal truncado y corrompido.
- Capítulos 46-51: seis capítulos, de los cuales se ha perdido el capítulo 51 incluyendo incluso su título, que contienen historias y diálogos sobre Mozi y sus seguidores. Estos capítulos son probablemente de fecha algo posterior, y son probablemente en parte ficticios.
- Capítulos 52-71: un grupo de capítulos, nueve de los cuales se han perdido, conocido como los "Capítulos Militares", que contienen instrucciones sobre la guerra defensiva, supuestamente de Mozi a su discípulo principal Qin Guli.  Estos capítulos, como los "Capítulos Dialécticos", están gravemente dañados y corrompidos.

## Traducciones seleccionadas
La naturaleza dañada de los capítulos posteriores del Mozi han hecho sus traducciones muy difíciles, y a menudo requiere traductores para reparar y reeditar el texto antes de traducir. La primera traducción del Mozi en una lengua occidental, la traducción alemana de 1922 de Alfred Forke, se hizo antes de que estos problemas fueran bien entendidos y, por lo tanto, contiene un gran número de errores en los capítulos "Dialéctico" y "Militar". Sólo a finales del siglo XX se hicieron traducciones exactas de los capítulos posteriores del Mozi.
- (en alemán) Alfred Forke (1922), Mê Ti: des Socialethikers und seiner Schüler philosophische Werke, Berlín: Kommissions-verlag des Vereinigung wissenshafticher Verleger.
- Y. P. Mei (1929), The Ethical and Political Works of Motse, Londres: Probsthain.  Reimpreso (1974), Taipéi: Ch'eng-wen.
- Burton Watson (1963), Mo Tzu: Basic Writings, Nueva York: Columbia University Press.
- A. C. Graham (1978), Later Mohist Logic, Ethics, and Science, Hong Kong: Chinese University Press.
- Ian Johnston (2010), The Mozi: A Complete Translation, Hong Kong: Chinese University Press.

Existen muchas traducciones del Mozi en mandarín moderno y japonés.

### Trabajos citados
- Datos: Q6835619
- Multimedia: 墨子 / Q6835619